# Guerras jázaro-árabes
Las guerras jázaro-árabes fueron una serie de conflictos entre el Kaganato jázaro y el Califato Omeya (y su sucesor, el Califato abasí) así como de sus estados vasallos respectivamente. Esta serie de conflictos se agrupan en dos guerras: La primera guerra jázaro-árabe (642-652) y la segunda guerra jázaro-árabe (722-737).
Las hostilidades comenzaron cuando los jázaros frenaron a las fuerzas de los omeyas, quienes querían aumentar su poder en la región del Cáucaso. Comenzó así la primera guerra jázro-árabe, que finalizó tras la derrota de una fuerza árabe dirigida por Abd ar-Rahman ibn Rabiah a las afueras de la ciudad jázara de Balanjar.
Las hostilidades estallaron de nuevo entre el Kanato y el Califato en el año 712, con numerosas razias por el Cáucaso, pero pocas batallas decisivas. Los jázaros, dirigido por un príncipe llamado Barjik, invadieron el Nor-Oeste de Irán y derrotaron a las fuerzas omeyas en Ardabil en el año 730, matando al gobernador árabe al-Jarrah al-Hakami y ocuparon brevemente la ciudad.
Fueron derrotados (los jázaros) al año siguiente en Mosul, donde los árabes mataron a Barjik. Ejércitos árabes llevados por primera vez por el príncipe árabe Maslama ibn Abd al-Malik y luego por Marwan ibn Muhammad (más tarde el califa Marwan II) y se desplegaron a través del Cáucaso, con el tiempo (en el año 737) derrotaron a un ejército jázaro liderado por Hazer Tarkhan, ocupando brevemente la ciudad de Atil (capital jázara). La inestabilidad del régimen omeya hizo una ocupación permanente imposible, los ejércitos árabes se retiraron y la independencia jázara fue reafirmada.
La última gran batalla entre las fuerzas jázaras y califales se llevó a cabo en el año 799/800, cuando un ejército jázaro invadió  Azerbaiyán y Arran, y fue rechazado por el gobernador local, Yazid ibn al-Mazyad Shaybani. Una guerra de baja intensidad continuó después en la región entre los jázaros y los principados musulmanes locales de la región del Cáucaso del Norte, hasta el colapso del Janato jázaro a finales del siglo X, pero no volvió a haber batallas tan grandes como en el siglo VIII.